# Formation d'Usili
La formation d'Usili (anciennement connue sous le nom de K6 ou formation de Kawinga) est une formation géologique située en Tanzanie et datant du Permien supérieur. Il préserve les fossiles de nombreux vertébrés terrestres datant de cette période, notamment les temnospondyles, les paréiasaures, les thérapsides et l'archosauromorphe Aenigmastropheus (en).

## Histoire de l'étude

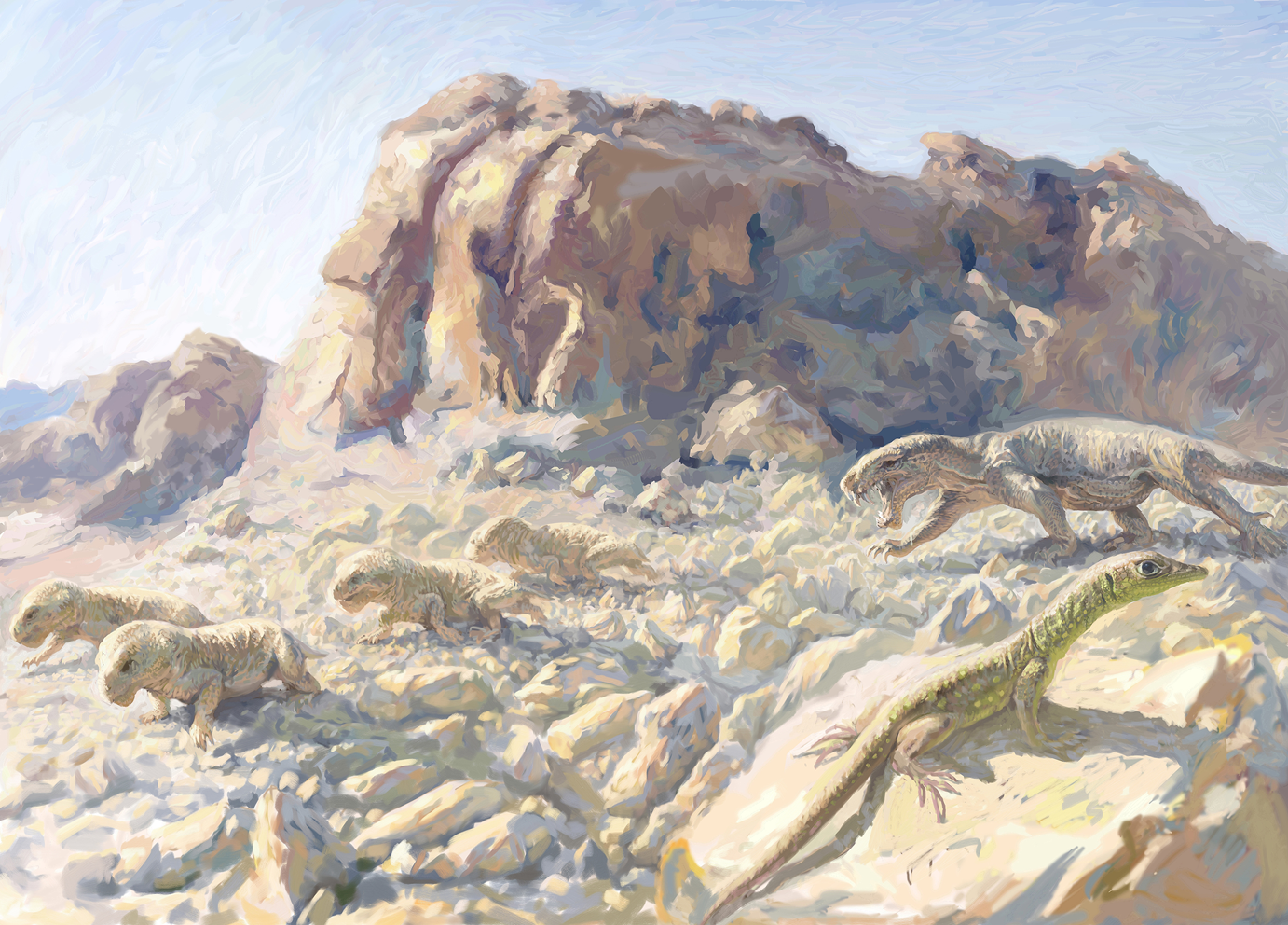
Animaux de la localité B35 de la Formation d'Usili.

L'un des premiers à étudier les roches de la formation d'Usili fut le géologue britannique G. M. Stockley. En 1932, Stockley a exploré la géologie du bassin du Ruhuhu en Tanzanie. Il a appelé une série de couches datant du Carbonifère supérieur au Trias moyen de la série Songea et l'a divisée en huit unités étiquetées K1 à K8. Stockley a également été le premier à décrire les fossiles de ces roches, nommant une couche plus ancienne le « Lower Bone Bed » et une couche plus jeune le « Upper Bone Bed ».
En 1957, le paléontologue Alan J. Charig (en) a décrit de nombreux autres fossiles des lits osseux supérieurs dans son doctorat pour l'université de Cambridge,. Par la suite, les unités de Stockley ont été renommées, Charig (1963) appelant l'unité K6 la formation de Kawinga, K7 les grès Kingori et K8 la formation Manda. Des fossiles ont été identifiés dans de nombreuses strates, invalidant la division de Stockley en deux lits osseux distincts. Depuis la description de Charig, la formation de Kawinga a été renommée formation d'Usili, les grès de Kingori sont devenus le membre de grès de Kingori de la formation de Manda (en), et la formation originale de Manda de Charig est devenue une sous-unité de la formation appelée le membre de Lifua. Six formations et une unité informelle sont actuellement reconnues dans les roches du Groupe Songea (bassin du Ruhuhu) dont l'âge va du Pennsylvanien à l' Anisien, y compris l' Idusi (K1), le Mchuchuma (K2), le Mbuyura (K3), le Mhukuru (K4), le Ruhuhu (K5) et les formations d'Usili (K6) et les lits informels de Manda, qui comprennent le grès de Kingori (K7) et le membre de Lifua (K8).
Des études récentes ont décrivent la formation d'Usili comme une succession fluvio-lacustre de 260 mètres d'épaisseur composée d'un intervalle conglomératique le plus bas d'environ 5 mètres d'épaisseur, évoluant vers un creux à lits croisés, à grains grossiers, dominé par des grès, intervalle de 25 à 40 mètres d'épaisseur, recouvert de massifs de siltstone nodulaire et de lits de mudstone stratifiés avec des grès en ruban mineurs formant l'essentiel de la succession. Depuis Parrington (1956), la formation d'Usili est devenue largement reconnue comme une formation du Permien supérieur qui est en corrélation avec les formations de Teekloof et Balfour d'Afrique du Sud, ainsi qu'avec la formation zambienne de Madumabisa. La comparaison des tétrapodes d'Usili avec ceux du Groupe de Beaufort inférieur a suggéré une large corrélation biostratigraphique avec les zones d'assemblage de Cistecephalus, Dicynodon et Tropidostoma. Sidor et al. (2010) n'ont reconnu qu'un seul assemblage faunique de tétrapodes indivis dans la formation d'Usili, qui comprend Aenigmastropheus (en), temnospondyles, paréiasaures, gorgonopsiens, thérocéphales, cynodontes et dicynodontes, dont les restes ont été recueillis dans diverses localités. Cela suggère que plusieurs genres de thérapsides ont des plages stratigraphiques et des durées temporelles inégales dans les bassins du Ruhuhu et du Karoo,.
Sidor et al. (2010) et Sidor et al. (2013) ont noté qu'il est probable que les lits du Chiweta du Malawi et la formation d'Usili de Tanzanie représentent la même unité rocheuse, séparées uniquement par des frontières politiques et des failles géologiques (situées de part et d'autre du lac Malawi). À l'exception du burnetiidé MAL 240, qui est unique aux lits de Chiweta, la formation d'Usili abrite des genres identiques, notamment Aelurognathus, Dicynodontoides, Rhachiocephalus, Endothiodon, Oudenodon baini, Gorgonops ? dixeyi et un dicynodonte à défense indéterminée (SAM-PK-7862, SAM-PK-7863),.